# Β2-醣蛋白1
β2-糖蛋白1（β2-GP1），又稱載脂蛋白H（英語：Apolipoprotein H，Apo-H），是一種多功能血漿蛋白。
β2-GP1 在凝集過程中具有複雜的作用，似乎會改變二磷酸腺苷（ADP）介導的血小板凝集。通常，β2-GP1 在血清中具有抗凝血活性（透過抑制凝血因子），然而，血液因子的變化可能導致其活性的逆轉。
雖然β2-GP1曾被稱為載脂蛋白H，但其在脂蛋白部分中的含量並不顯著，因此 ApoH 被認為是一個錯誤的命名。

## 結構
β2-GP1是一種的血漿醣蛋白，在人體內由「APOH」基因編碼。約由326顆胺基酸所構成，分子量約為 50 kDa。主要由肝臟分泌，但在內皮細胞、單核球、滋養層細胞等多種細胞都能偵測到其mRNA表達。
該蛋白擁有五個結構域（DI、DII、DIII、DIV、DV），DV結構內含有一段帶正電的胺基酸序列（Lys-Asn-Lys-Glu-Lys-Lys），使其易於和陰電性的磷脂結合，而抗磷脂抗體則通常會與DI結構域結合。
β2-GP1在人體中可以呈環狀或帶狀兩種構型。90%的血漿β2-GP1會以環狀構型存在，其DI和DV結構域會相接，並游離於血漿中。環狀的β2-GP1在接觸到陰電性的磷脂時，DV結構域會與DI解開並與磷脂結合。

## 生理功能
該蛋白在生物體中與凝血調控較為相關。

### 凝血調控
β2-GP1同時具有抗凝血和促進凝血的活性，可平衡生物體內的血凝平衡。在促凝功能方面，該蛋白會間接抑制具抗凝血功能的活性蛋白C（Activated Protein C，aPC），也會抑制胞漿素抑制蛋白（antiplasmin）的功能，間接抑制胞漿素的溶纖功能。
β2-GP1 可完全抑制血小板釋放血清素，並阻止ADP誘導的後續凝集。β2-GP1 參與與凝集相關的帶負電化合物的結合，並通過內源性血液凝固途徑的接觸活化來抑制凝集。
β2-GP1 會減少血小板上凝血酶酶原酶（prothrombinase）的結合位點，並且當生理濃度的 β2-GP1 存在時，它會減少由膠原蛋白所引起的血小板活化，這表明 β2-GP1 在凝血過程中具有調節作用。
β2-GP1 也會在血小板存在的情況下抑制Xa因子的產生。此外，β2-GP1 亦會抑制 XIIa因子的活化。
此外，β2-GP1會抑制蛋白C（protein C）的活化，阻礙其在磷脂酰絲氨酸：磷脂酰膽鹼（phosphatidylserine:phosphatidylcholine）囊泡上的作用。

## 病理學
抗 β2-GP1 抗體可見於感染性疾病及某些全身性紅斑狼瘡（SLE）等自身免疫疾病。診斷抗磷脂症候群時，抗心磷脂抗體的檢測需要β2-GP1 存在於心磷脂提取物中。

## 外部連結
- 醫學主題詞表（MeSH）：Apolipoprotein+H
- Apolipoprotein H and Applied Research （页面存档备份，存于）
- Human APOH genome location and APOH gene details page  in the UCSC Genome Browser.
- PDBe-KB （页面存档备份，存于） 提供人類載脂蛋白 H（B2G1）的所有結構信息概覽。